# Kampania w Górach Kalamun
Kampania w Górach Kalamun – działania zbrojne podczas wojny w Syrii prowadzone przez Siły Zbrojne Syrii i libański szyicki Hezbollah w kilku fazach począwszy od listopada 2013. Celem operacji było wyeliminowanie islamistycznych rebeliantów z kontrolowanych przez nich Gór Kalamun, będących granicą libańsko-syryjską i leżących na strategicznej dla losów wojny arterii prowadzącej z Damaszku do Hims.
I faza operacji w Górach Kalamun zakończona pod koniec grudnia 2013 okazała się niepełnym, lecz strategicznym zwycięstwem dla sił rządowych. W wyniku operacji odwrócił się stan faktyczny sprzed rozpoczęcia walk, gdyż Syryjskie Siły Zbrojne przejęły kontrolę nad linią Kara–Dajr Atijja–An-Nabk–Jabrud, odblokowując autostradę M5, z kolei celem ataku islamistów znalazła się chrześcijańska Malula. 10 tysięcy uchodźców znalazło schronienie w libańskim obozie dla uchodźców Arsal.
Podczas drugiej fazy operacji trwającej w lutym i marcu 2014 siłom rządowym udało odbić się miasto Jabrud. W kolejnej fazie wojsko oczyściło tereny wiejskie. Ostatecznie 26 kwietnia 2014 siły rządowe przejęły całkowitą kontrolę nad Górami Kalumun, spychając bojowników na granicę z Libanem. Jednak w efekcie ataków partyzanckich prowadzonych przez rebeliantów, w czerwcu 2014 armia i Hezbollah zdecydowali się podjąć kolejną fazę operacji w Górach Kalamun, która koncentrowała się na pograniczu libańsko-syryjskim.

## Tło
Góry Kalamun (część Antylibanu) stanowiły strategiczny punkt na wojennej mapie Syrii z uwagi, iż przecinają się tam drogi z Damaszku do Himsu (autostrada M5) oraz do libańskiego miasta Arsal, zamieszkiwanego przez sunnitów i uchodźców z Syrii. W związku z tym, z tego miasta przemycano wsparcie militarne dla opozycyjnych bojówek. Dlatego syryjska armia, czynnie wspierana przez libański Hezbollah, próbowała przeciąć kluczowe arterie.
Sztuka ta udała się lojalistom już w trakcie bitwy pod Al-Kusajr, leżącego kilkadziesiąt kilometrów na północ od Gór Kalamun. Bitwa trwająca od 10 kwietnia 2013 do 5 czerwca 2013, odcięła rebeliantom dostęp do alawickich terenów nad Morzem Śródziemnym. Kluczową rolę podczas tamtejszych walk odegrał Hezbollah.
W Górach Kalamun do sporadycznych starć między Siłami Zbrojnymi Syrii a rebeliantami dochodziło już latem 2013, kiedy to ugrupowania Ahrar asz-Szam, Dżajsz al-Islam i Liwa at-Tauhid atakowały bazy i składowiska broni należące do armii rządowej, m.in. baza w Ar-Ruhajba czy baza nr 81.
Na początku września 2013 radykalni dżihadyści z organizacji Państwo Islamskie (ISIS) zajęli chrześcijańską miejscowość Malula, leżącą na południowych krańcach Gór Kalamun. Po tym jak terroryści grabili i palii chrześcijańskie domy oraz kościoły, a także zabijali mieszkańców, którzy nie przyjęli konwersji na islam, armia przystąpiła do skutecznego kontrataku.
Zwycięstwo w Maluli nie miało to jednak dalekosiężnego wymiaru, gdyż pod koniec października 2013 doszło do tygodniowej bitwy o inne chrześcijańskie miasto – Sadad, leżący na północ od areny walk w Kalamunie, rozpoczętych w połowie listopada 2013. Krwawe walki w Sadadzie zakończyły się odparciem radykałów i śmiercią niemal 250 osób.
W momencie rozpoczęcia kampanii w Górach Kalamun, front przebiegał w linii Kara–Dajr Atijja–An-Nabk–Jabrud, z kolei w rękach sił rządowych znajdowała się Malula.

## I faza kampanii

### Bitwa o Karę
Pierwszym celem sił syryjskich było miasto Kara, najbardziej wysunięte na północ z atakowanych miast. Operacja rozpoczęła się od uderzeń z powietrza w wykonaniu Syryjskich Arabskich Sił Powietrznych. W obawie przed bombardowaniem, z miasta uciekło 1,2-1,7 tys. rodzin, czyli ok. 90% populacji miasta. Większość uciekła do libańskiego miasta Arsal. Po rozpoczęciu bombardowań Kary, tysiące zmobilizowanych bojowników Hezbollahu przekroczyło syryjską granicę.
Równolegle walki wybuchły również w An-Nabk i Rimie. Od 17 listopada 2013 oprócz bombardowań przez lotnictwo, Kara była atakowana także przez artylerię. Dzień później armia zdobyła kluczowe stanowiska w mieście, odbijając ją całkowicie z rąk rebeliantów 19 listopada 2013. Pokonani rebelianci ewakuowali się do An-Nabk, liczącego przed wojną ponad około 50 tysięcy mieszkańców, oraz chrześcijańskiego Dajr Atijja.

### Bitwa o Dajr Attiję
W związku z ofensywą w Górach Kalamun, 20 listopada 2013 rebelianci zastosowali taktykę odwetowych zamachów samobójczych wymierzonych w siły rządowe w An-Nabk i Dajr Atijja. Zamachowiec-samobójca, kierujący pojazdem, wysadził się w powietrze w pobliżu siedziby bezpieczeństwa na obrzeżach An-Nabk. Zginęło wówczas siedmiu żołnierzy. Z kolei w Dajr Atijja dwóch Saudyjczyków próbowało wysadzić w powietrze szpital, jednak zostali zatrzymani przez służby bezpieczeństwa. 22 listopada 2013 dżihadyści z grup Dżabhat an-Nusra i Państwo Islamskie (ISIS) zajęli większą część miasta Dajr Atijja, leżącego na południe od Kary. Jedynie miejscowy szpital i kilka wzgórz pozostawało pod kontrolą armii.
Armia rozpoczęła wysyłać posiłki na odsiecz Dajr Atijji 25 listopada 2013. Wówczas też rozpoczął się kontratak. Z kolei dzień później syryjskie lotnictwo dokonało prewencyjnego bombardowania miasta An-Nabk, szykując grunt pod operację lądową. W bombardowaniach zginęło osiem osób. Tymczasem walki trwały w Dajr Atijji. Rebelianci zabili wtedy kilka osób z personelu szpitala kontrolowanego przez siły rządowe. 27 listopada 2013 w starciach zginęło czterech bojowników Hezbollahu. Armia całkowicie odbiła Dajr Atijję do 28 listopada 2013.

### Bitwa o An-Nabk i II bitwa o Malulę

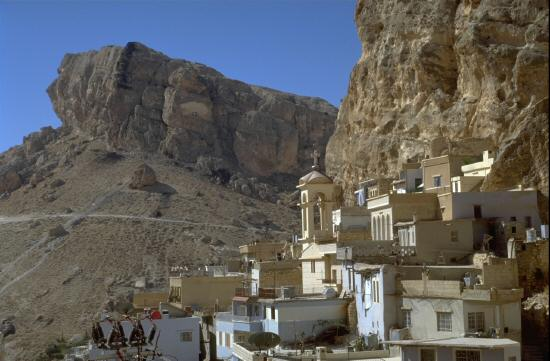
Malula – Klasztor świętej Tekli, splądrowany przez terrorystów.

W dniu kiedy armia zajęła Dajr Atijja, żołnierze skierowali się na południe, atakując rebeliantów w An-Nabk. Szybko zajęto zachodnie sektory miasta, w których aresztowano kilkadziesiąt osób. Tymczasem w nocy 29 listopada 2013 dżhihadyści podjęli szturm na Malulę, aby przeciąć linię zaopatrzeniową sił rządowych z Damaszku do An-Nabk. 30 listopada 2013 islamiści przedostali się do miasta i zdobyli Klasztor Świętej Tekli w zachodniej części Maluli, z którego 2 grudnia 2013 uprowadzili 12 zakonnic. Po uprowadzeniu, rebelianci domagali się wymiany mniszek (wywiezionych do Libanu) na tysiąc kobiet spośród więźniarek przetrzymywanych przez władze Syrii. Zakonnice ostatecznie zostały uwolnione 9 marca 2014. Do 2 grudnia 2013 islamiści zdołali przejąć kontrolę nad chrześcijańską miejscowością. Po zajęciu miejscowości, terroryści zamordowali trzech chrześcijan, którzy odmówili konwersji na islam. 3 grudnia 2013 armia wysłała w pobliże Maluli posiłki, w celu odbicia miejscowości z rąk rebeliantów.
W czasie kiedy terroryści zajęli Malulę, siły rządowe walczyły w An-Nabk. Na początku grudnia żołnierze kontrolowali 60% powierzchni tego miasta. 6 grudnia 2013 w An-Nabk, siły rządowe przypuszczalnie zabiły 40 osób, przebywających w podziemnym schronie. Do 7 grudnia 2013 armia wyparła wszystkie grupy rebelianckie z An-Nabk, kierując następnie natarcie na centralne sektory miasta, które ostatecznie zostało całkowicie zajęte 9 grudnia 2013. Dzięki odbiciu miasta, odblokowana została autostrada M5. Według źródeł rządowych, podczas bitwy o An-Nabk zginęło lub zostało pojmanych stu rebeliantów. Według opozycyjnego ośrodka SOHR, w kolejnych czterech dniach w An-Nabk stracono 26 osób za współpracę z islamistami.

### Oblężenie Jabrudu
10 grudnia 2013 siły rządowe rozpoczęły ostrzeliwanie przedmieścia kontrolowanego przez rebeliantów miasta Jabrud, leżącego na południe od An-Nabk. 15 grudnia 2013 w Jabrudzie od bomby zginęła kobieta z dzieckiem. W kolejnych dniach armia rozpoczęła oblężenie Jabrudu.
21 grudnia 2013 bojownicy Hezbollahu zabili w zasadzce 32 islamistów Dżabhat an-Nusra nielegalnie nieprzekraczających granicę syryjsko-libańską w Wadi al-Dżamala w Górach Kalamun. 27 grudnia 2013 syryjska armia zastawiła zasadzkę na islamistów na drodze z Maluli do Jabrudu. Zginęło w niej 65 osób, a 20 zostało rannych. Według jednego z pojmanych rannych bojowników, oddział liczył 400 osób z Arabii Saudyjskiej i Czeczenii. Sam ranny pochodził z ugrupowania Dżajsz al-Islam. Ponadto 10 osób zginęło w wyniku wybuchu miny-pułapki na trasie z An-Nabk do Jabrudu.
I faza operacji w Górach Kalamun okazała się niepełnym, lecz strategicznym zwycięstwem dla sił rządowych. W wyniku bitwy odwrócił się stan faktyczny sprzed rozpoczęcia walk, gdyż to Siły Zbrojne Syrii przejęły kontrolę nad linią Kara–Dajr Atijja–An-Nabk–Jabrud, odblokowując autostradę M5, z kolei pod okupacją przez islamistów znalazła się chrześcijańska Malula. 10 tysięcy uchodźców znalazło schronienie w libańskim obozie dla uchodźców w Arsal.

## II faza kampanii

### Bitwa o Jabrud
10 lutego 2014 roku wojska rządowe wznowiły natarcie przy granicy z Libanem. 12 lutego 2014 armia zajęła miejscowość Al-Dżaradżir na północny wschód od miasta Jabrud. Jabrud znów został zbombardowany. Kolejnego dnia zdobyto miejscowość As-Sahil. Żołnierze zostali rozlokowani na obszarach pod Kamih i Al-Kurnisz. W kolejnych dniach walki koncentrowały się na polach Jabrudu, a samo miasto było ponownie bombardowane przez Syryjskie Arabskie Siły Powietrzne.
Pod koniec lutego 2014, Hezbollah twierdził, iż wraz z syryjską armią i Siłami Obrony Narodowej (NDF) kontrolowali 70% Gór Kalamun. Armia syryjska zajęła 27 lutego 2014 dwa kluczowe wzgórza w pobliżu Jabrudu. 1 marca 2014 siły powietrzne na spadochronach przypuszczalnie spuściły bomby kasetowe, które spadły na Jabrud. 4 marca 2014 syryjskie helikoptery zbombardowały miasto za pomocą bomb beczkowych, co spowodowało śmierć 15 osób. Dzień później doszło do dziesięciu uderzeń na miasto, zaś podczas bombardowań w nocy z 6 na 7 marca 2014 śmierć poniosło 17 rebeliantów. Armia, przygotowując się do szturmu na Jabrud, zajęła 11 marca 2014 miejscowość Rima, leżącą u jego bram.
Właściwy atak armii i Hezbollahu na 40-tysięczny Jabrud rozpoczął się 14 marca 2014. Główne uderzenie nastąpiło ze wschodniej strony miasta. Rebelianci, zwłaszcza dżihadyści z Dżabhat an-Nusra, którzy dominowali podczas obrony miasta, informowali o utraconych pozycjach i odwrocie do wioski Rankus. W walkach zginął ich dowódca Abu Azzam al-Kuwajti. Bojowników spychano również na wzgórze Akaba, leżące poza miastem. Zbombardowano ich tam bombami beczkowymi, powodując kolejne straty. Walki trwały również na północ od miasta, pomiędzy Sahilem i Jabrudem.
15 marca 2014 armia zajęła również wzgórze Saint Marun z szerokim widokiem na miasto. W trakcie walk doszło do co najmniej 15 nalotów na broniących się rebeliantów. W trakcie tej bitwy zginęło 13 dowódców islamskich bojowników. Bojownicy wysłali posiłki na wschodnie obrzeża miasta, jednak nie utrzymali tam pozycji, przez co Hezbollah przedostał się do wewnątrz miasta. Według źródeł państwowych, siły rządowe dostały się na dwa kilometry w głąb miasta, jednak bazujące w Anglii Syryjskie Obserwatorium Praw Człowieka (SOHR) informowało w dalszym ciągu o zaciętych bojach na wschodniej granicy miasta.
Przełamanie nastąpiło w nocy z 15 na 16 marca 2014, kiedy to rebelianci pod naporem nalotów i ataków lądowych porzucili obronę wschodniej rubieży, zarządzając odwrót. W walkach zginęło jednak 19 bojowników Hezbollahu oraz sześciu cywilów, w tym dwoje dzieci. Wojsko zabezpieczyło m.in. meczet Al-Achzar jak i chrześcijański kościół w centrum miasta. Armia podała, że miasto zostało zdobyte 16 marca 2014 o godz. 10:00 EET. Po zakończeniu walk, żołnierze mówili, że była to jedna z „najcięższych bitew” podczas wojny w Syrii. Według źródeł wojskowych podczas bitwy o Jabrud życie straciło 500 rebeliantów, a pozostałych 1400 bojowników Wolnej Armii Syrii i Ahrar asz-Szam skierowało się do pobliskich wiosek Hausz Arab, Rankus i Falita oraz do libańskiego miasta Arsal. Z kolei tysiąc terrorystów Dżabhat an-Nusra szukało schronienia na górzystych terenach by kontynuować walkę partyzancką. W ciągu dnia Syryjskie Arabskie Siły Powietrzne dokonały 20 uderzeń na trasie między Jabrudem a Arsal, na której poruszały się konwoje będących w odwrocie islamistów.

## III faza kampanii
Efektem odbicia Jabrudu, kontrolowanego przez rebeliantów od końca 2012, było zamknięcie szlaku zaopatrzeniowego z Libanu do Wschodniej Ghuty – terenów rolniczych pod Damaszkiem, które były oblężone przez siły rządowe, co przyczyniło się do znacznego pogorszenia sytuacji humanitarnej tam występującej. 17 marca 2014 z powodu napływu rebeliantów do Libanu, tamtejsze wojsko wysłało na granicę z Syrią komandosów, by zatrzymać ten proceder. Tymczasem w wioskach pod Jabrudem, w których rozlokowali się pokonani bojownicy, trwały naloty sił powietrznych oraz ataki rakietowe. 18 marca 2014 siły rządowe zaatakowały miejscowość Ras al-Ma’arra. Posuwały się też w stronę pobliskich wiosek Ras al-Ajn i Falita. Następnego dnia zajęto Ras al-Ajn. Zacięte walki rozgorzały również wokół i wewnątrz położonego na południu miejscowości Rankus i wioski Dżubih.
26 marca 2014 połączone siły armii syryjskiej i Hezbollahu uderzyły na Falitę. Dwa dni później obrona rebeliantów załamała się i 29 marca 2014 Falita oraz sąsiednia Ras al-Ma’arra zostały opanowane przez armię. 7 kwietnia 2014 rozpoczął się generalny szturm na Rankus. 9 kwietnia 2014 Siły Zbrojne Syrii ostatecznie wyparły rebeliantów z miasta.
14 kwietnia 2014 armia syryjska odzyskała chrześcijańskie miasteczko Malula, oraz pobliskie As-Sarcha, Dżibbih i Dżabadin, a dzień później też Assal al-Ward. W trakcie walk o Malulę zginęło trzech libańskich dziennikarzy stacji Al-Manar TV, powiązanej z Hezbollahem. 20 kwietnia 2014 z okazji chrześcijańskiej Wielkanocy, do Maluli przybył z wizytą sam prezydent Baszszar al-Asad. 26 kwietnia 2014 żołnierze weszli do Az-Zabadani. Oddziały armii zabezpieczyły tym samym całą granicę z Libanem. Dwa dni później w libańskim Arsal, Hezbollah aresztował komendanta Wolnej Armii Syrii w Górach Kalamun – Muhammada Abd ad-Dajema al-Araja.

## IV faza kampanii
Po porażce rebeliantów w kwietniu 2014, pozostałe 3000 bojowników wycofało się w górskie pogranicze libańsko-syryjskie, przechodząc na taktykę partyzancką. W efekcie, w drugiej połowie czerwca 2014, Siły Zbrojne Syrii i Hezbollah wznowiły operację wymierzoną w sunnickich bojowników. Bezpośrednią iskrą do rozpoczęcia kolejnej ofensywy w Góarch Kalamun, byłą zasadzka spod Rankus z 11 czerwca 2014, kiedy to terroryści zabili 14 bojowników Hezbollahu (sami twierdzili, iż było 29 zabitych). Ponadto 19 czerwca 2014 rebelianci zajęli wzgórze Hajrud oraz Hausz Arab.
Aby zapobiec ewentualnej szerszej ofensywie rebeliantów, armia przystąpiła 18 czerwca 2014 do oblężenia i ostrzału zgrupowania islamistów w libańskiej przygranicznej wiosce Tfajl. Trzy dni później do wioski, leżącej po przeciwległej stronie granicy, weszły oddziału Hezbollahu, po czym 70 sunnickich bojowników poddało się. 22 czerwca 2014 syryjskie siły rządowe i Hezbollah rozpoczęły ataki na zbocza gór i wzgórza wokół Rankus. Rebelianci ukrywali się na wzgórzach i w jaskiniach po ofensywie, ale nadal prowadzili ataki partyzanckie na tyły wroga. W trakcie trwania operacji islamiści zestrzelili wojskowy MiG. W dniach 25–27 czerwca 2014 rebelianci przystąpili do natarcia i zajęli kilka punktów kontrolnych pod Rankus i Assal al-Ward.
12 lipca 2014 Hezbollah podjął operację oczyszczania granicy libańsko-syryjskiej z bojowników sunnickich. W dniach 14–16 lipca 2014 po zaciętych walkach szyici zajęli wzgórza wokół libańskiej wioski Junin i Nahlih. W potyczce zginęło 10 bojowników Hezbollahu zaś 32 z Dżabhat an-Nusra. Jednakże, 16 lipca 2014 libański oddział wpadł w zasadzkę, w której zginął jego dowódca, Bassam Tabacha.

### Koncentracja walk w libańskim Arsalu
17 lipca 2014 na obrzeżach libańskiego Arsal i Al-Fakiha doszło do walki Hezbollahu z Dżabhat an-Nusra, w czasie której zginęło dwóch szyitów i kilkudziesięciu sunnitów. Hezbollah był wspierany przez syryjskie wojsko, które ostrzeliwało rakietami libańskie terytorium. Również Syryjskie Arabskie Siły Powietrzne bombardowały pozycje terrorystów w Libanie. Hezbollah odciął też szlak, którym poruszali się sunniccy terroryści w strefie przygranicznej. Według niepotwierdzonych informacji w walkach miało zginąć ponad sto osób w tym rzecznik Brygad Abdullaha Azzama.
25 lipca 2014 Syryjskie Arabskie Siły Powietrzne dokonały nalotu na pozycje przeciwnika pod Arsalem. Zginęło wówczas 20 rebeliantów. Dwa dni później szyicka bojówka udaremniła zajęcie przez bojowników sunnickich strategicznego wzgórza między Arsalem i syryjską Falitą. Pod koniec lipca 2014 Hezbollah zajął wzgórza, gdzie mieściły się kryjówki rebeliantów w pobliżu szyickich wiosek na terenie Libanu.
W międzyczasie po syryjskiej stronie granicy, 31 lipca 2014, Front Islamski zajął wzgórze As-Safa. Rebelianci dokonywali również ataków na pozycje Hezbollahu pod Dajr Atijją. W odwecie w nocy z 1 na 2 sierpnia 2014 siły syryjskie zastawiły zasadzkę na rebeliantów w miejscowości Dżubih pod Jabrudem. W zasadzce i walkach, które były jej następstwem, zginęło co najmniej 50 rebeliantów z Dżabhat an-Nusra i Frontu Islamskiego oraz siedmiu bojowników prorządowych.
2 sierpnia 2014, po zatrzymaniu dowódcy Dżabhat an-Nusra przez libańskie siły bezpieczeństwa, syryjscy terroryści oraz wspierający ich bojowicy Państwa Islamskiego (ISIS), dążący do rozszerzenia swojego „kalifatu” na Liban, dokonali szturmu na Arsal. Gwałtowne walki były stopniowo opanowywane przez libańskie wojsko. 5 sierpnia 2014 dowódca ISIS w Arsalu został zabity, w czasie gdy siły Dżabhat an-Nusra wycofywały się z miasta pod naporem żołnierzy libańskich. Ponadto wieczorem rozpoczęło się 24-godzinne zawieszenie broni.
7 sierpnia 2014 także terroryści Państwa Islamskiego wycofali się z miasta. Rozejm został przedłużony, a rebelianci wycofali się na granicę z Syrią. Ich schrony były w późniejszym czasie bombardowane przez Syryjskie Arabskie Siły Powietrzne, przez co dziesiątki bojowników zostało rannych. Dwa dni później libańska armia wkroczyła do miasta Arsal i przywróciła kontrolę nad punktami zajętymi wcześniej przez rebeliantów. W czasie bitwy w Arsalu zginęło 19 żołnierzy. Potwierdzono również śmierć 60 bojowników, podobnie jak i 42 cywilów. 400 cywilów zostało rannych.

### Dalsze walki partyzanckie
W dniach 12–14 sierpnia 2014, rebelianci zajęli dwa wojskowe punkty kontrolne na zachód od Jabrudu. Starli się również z armią pod Ras al-Ma’arra, wypierając żołnierzy z czterech pozycji. W odwecie lotnictwo dokonało bombardowania, w efekcie czego zginął jeden z dowódców rebeliantów. W tym czasie państwo Islamskie dokonało zamachu samobójczego z wykorzystaniem pojazdu na bazę Ar-Ruhajba.
4 stycznia 2015 ISIS zajęło Falitę, lecz następnego dnia kontratak Hezbollahu odbił tę wieś.

## V faza kampanii
4 maja 2015, przeczuwając zbliżającą się ofensywę Sił Zbrojnych Syrii i Hezbollahu, oddział Dżabhat an-Nusra zaatakował pozycje armii i Hezbollahu, przejmując kilka pozycji. Następnego dnia libańscy bojownicy zastawili na granicy zasadzkę na Dżabhat an-Nusra, eliminując piętnastu islamistów. 6 maja wybuchły walki w Assal al-Ward, gdzie również zwycięsko wyszedł Hezbollah, zdobywając tę miejscowość do 8 maja. 9 maja do ofensywy włączyła się syryjska 1 Dywizja Pancerna, współpracując z piechotą Hezbollahu. 11 maja połączone siły armii i Hezbollahu zdobyły górę Al-Baruh pod Al-Dżubbą. W tym czasie w Górach Kalamun pozostawało jeszcze ponad 2000 rebeliantów, którzy wycofywali się w stronę granicy z Libanem.
12 maja 2015 oddziały Dżabhat an-Nusra w Górach Kalamun zwróciły się przeciwko ISIS (choć w innych częściach Syrii rozłam między tymi organizacjami nastąpił już pod koniec 2013). Korzystając z rozłamu między dżihadystami, Hezbollah i Siły Zbrojne Syrii kontynuowały natarcie w kierunku Ras al-Ma’arra. Następnego dnia zdobyto Tallat Mussa, najwyższy szczyt Gór Kalamun. Przed zdobyciem szczytu żołnierze musieli wspiąć się po zboczach pod ciężkim ostrzałem moździerzy i snajperów przeciwnika.
W kolejnych dniach Hezbollah przeczesywał tereny wokół Tallat Mussa w poszukiwaniu pozostałych grup rebeliantów. Libańscy bojownicy przejęli też kontrolę nad przejściem granicznym między Ras al-Ma’arra i Arsalem.
15 maja Hasan Nasrallah, przywódca Hezbollahu, ogłosił zwycięstwo w Górach Kalamun, lecz walki w tej części Syrii wciąż trwały. 18 maja połączone siły syryjskiej armii i Hezbollahu zabiły w walce dziesięciu bojowników. Pod kontrolą islamistów ponownie znajdowała się przygraniczna wieś Falita i to na nią skierowały się siły rządowe.
25 maja połączone siły armii i Hezbollahu zdobyły wzgórza Tall Thaldża, po tym, jak oddział islamistów podjął nieudaną próbę ataku na nacierające siły rządowe i został odparty. W tym boju poległo sześciu bojowników Hezbollahu. 29 maja 2015 siły rządowe kontrolowały 90% Gór Kalamun. Pozostali rebelianci w tym rejonie wycofali się do Az-Zabadani.

### Bitwa o Az-Zabadani

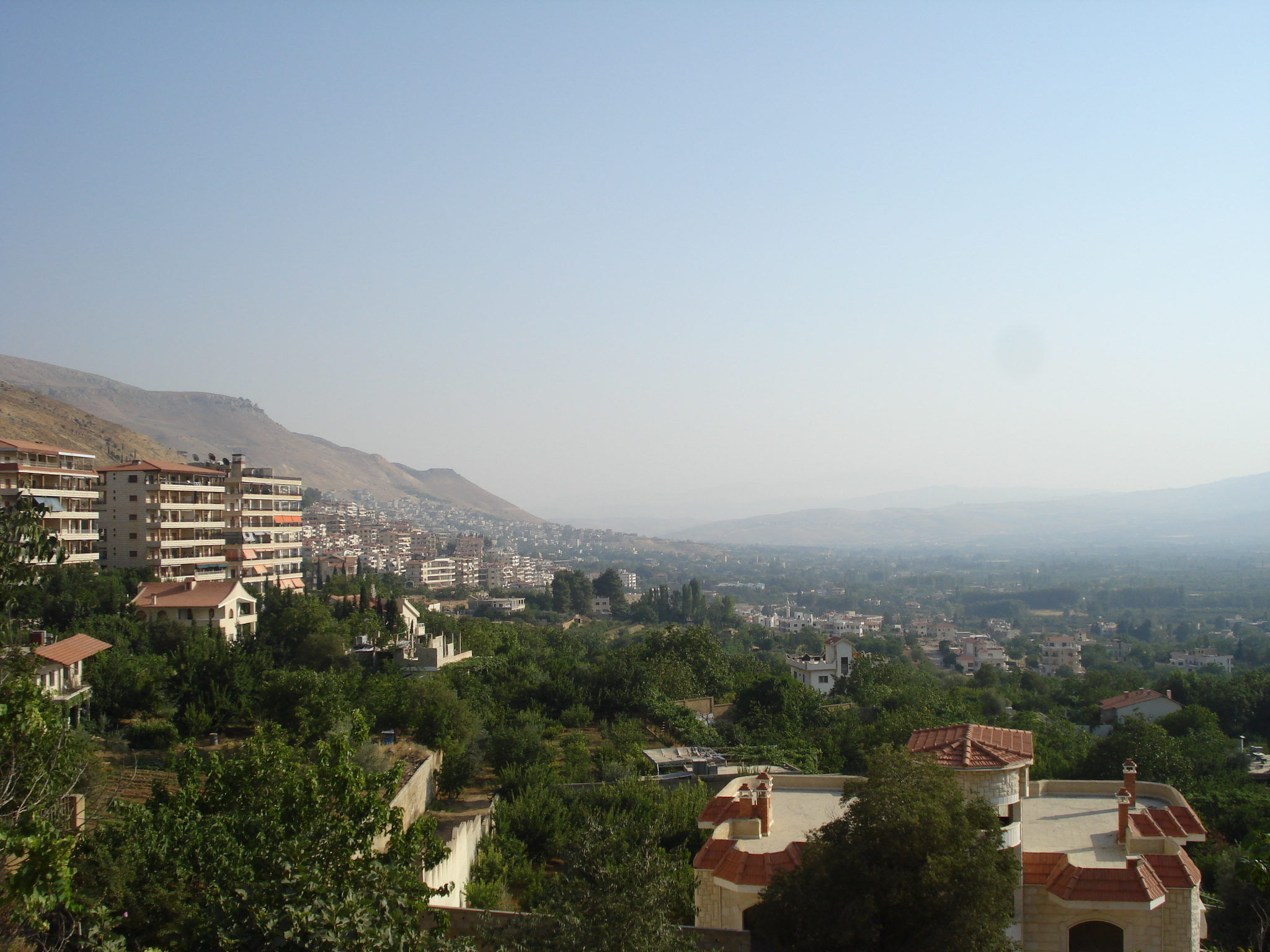
Az-Zabadani (zdjęcie sprzed wojny)

Siły Zbrojne Syrii rozpoczęły operację odzyskania Az-Zabadani 3 lipca 2015. W mieście tym pozostawało około 1500 bojowników z ugrupowań Dżabhat an-Nusra i Ahrar asz-Szam. Gdy 5 lipca syryjscy żołnierze wraz z bojownikami Hezbollahu weszli do miasta część mieszkańców uciekła w obawie przed spodziewanymi walkami ulicznymi, zaś rebelianci zaminowywali i okopywali swoje pozycje. W schronach w centrum Az-Zabadani, liczącego przed wojną ponad 26 tysięcy mieszkańców, utknęło około 500 rodzin, lecz miasto było w większości opustoszałe. Do 9 lipca armia opanowała połowę miejscowości. Tegoż dnia żołnierzy pod Az-Zabadani odwiedził Ali Abdullah Ajjub, szef sztabu generalnego.
22 lipca 2015, gdy w Az-Zabadani pozostawało jeszcze 1100 bojowników, Siły Zbrojne Syrii wystosowały do rebeliantów propozycję kapitulacji. Wobec braku odzewu ze strony przeciwnika, żołnierze zastawili 30 lipca skuteczną zasadzkę na członków terrorystycznego ugrupowania Dżabhat an-Nusra, zabijając 30 bojowników.
5 sierpnia Ahrar asz-Szam, za pośrednictwem rządu libańskiego, próbował negocjować pokojowe wycofanie swoich bojowników z Az-Zabadani do pobliskiej Madaji w zamian za wypuszczenie cywilów z oblężonych szyickich miejscowości Al-Fu’a i Kafraja w muhafazie Idlibu (północno-zachodnia część kraju), lecz ich propozycja nie została przyjęta. Także mieszkańcy oblężonych miejscowości w Idlibie zapowiedzieli dalszą walkę z islamistami.
11 sierpnia Ahrar asz-Szam i Hezbollah zgodziły się na 48-godzinne zawieszenie broni w Az-Zabadani. Jednakże, zostało ono złamane przez Dżabhat an-Nusra. W kolejnych dniach czterdziestu bojowników poddało się siłom rządowym. 15 sierpnia do bitwy o Az-Zabadani włączyło się ugrupowanie Dżajsz al-Islam, planując przebić się przez pozycje lojalistów i dostać do miasta. 26 sierpnia ogłoszono nowe 48-godzinne zawieszenie broni dotyczące Az-Zabadani w Górach Kalamun oraz szyickich miejscowości w Idlibie. Zawieszenie broni znów zostało złamane przez islamistów, którzy ostrzeliwali Al-Fu’a pociskami rakietowymi. 10 września oddział Dżajsz al-Islam zmierzający do Az-Zabadani został rozbity w boju z oddziałem Hezbollahu; zginęło 30 rebeliantów.
20 września 2015 po raz trzeci ogłoszono zawieszenie broni, mające obejmować miejscowości Az-Zabadani i Madaja na froncie kalamuńskim oraz Al-Fu’a i Kafraja w Idlibie. Cztery dni później zawarto porozumienie, na mocy którego pozostali rebelianci w Az-Zabadani i Madaji mieli oddać broń z wyjątkiem lekkiej broni osobistej i zostać bezpiecznie przewiezionymi do Idlibu, zaś ludność cywilna z Al-Fu’a i Kafraji miała zostać ewakuowana na tereny kontrolowane przez rząd Syrii. Na wykonanie tych postanowień wyznaczono czas 6 miesięcy, wypełnienie porozumienia miało być nadzorowane przez biuro ONZ w Damaszku.

## Następstwa

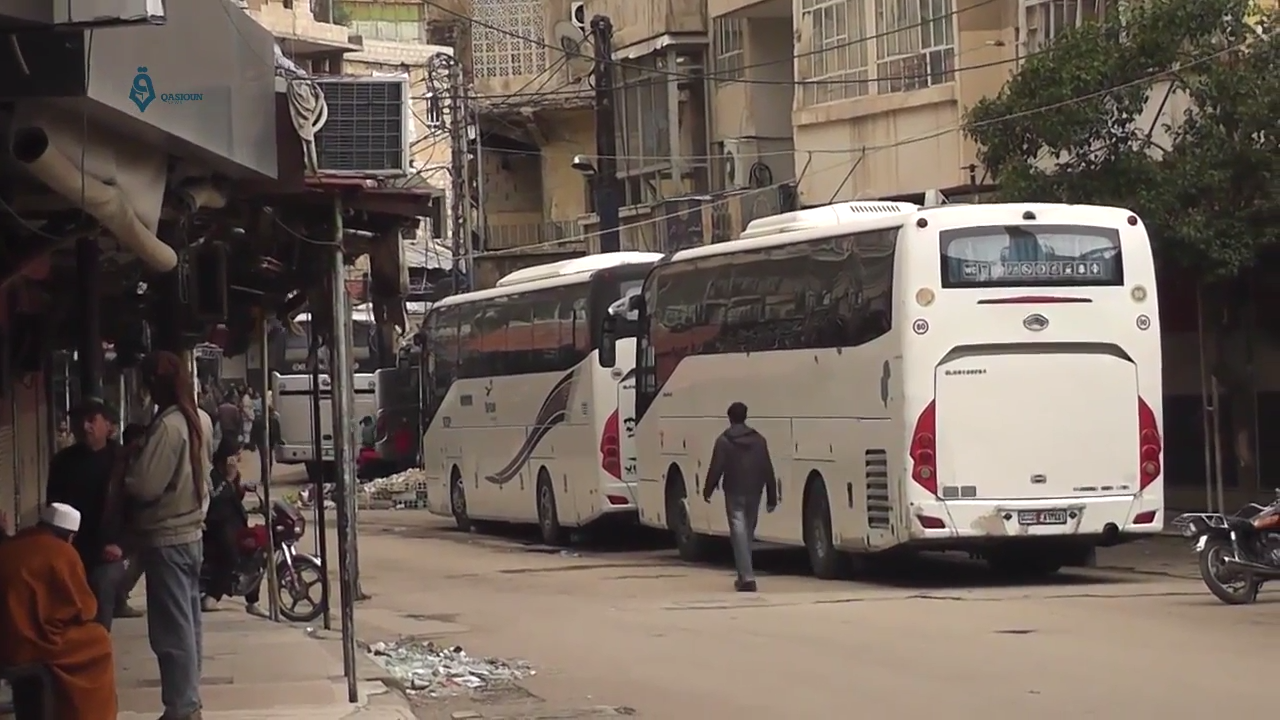
Autokary wywożące bojowników z Madaji i Az-Zabadani

Zgodnie z postanowieniami z 24 września 2015, już 26 września do Az-Zabadani podstawiono autokary mające przewieść do Idlibu w pierwszej kolejności tych rebeliantów, którzy byli ranni. W grudniu do miasta dostarczono pomoc humanitarną. W tym czasie z Al-Fu’a i Kafraji pod Idlibem ewakuowano około 300 rodzin. Natomiast bojownicy Hezbollahu przeszli na libańską stronę Gór Kalamun aby szukać tam niedobitków z formacji terrorystycznych.
Realizacja planu uległa przedłużeniu, z powodu ataków rebeliantów na Al-Fu’a oraz konwoje pomocy humanitarnej. Po dalszych negocjacjach, 11 czerwca 2016 islamiści zgodzili się zaprzestać wszelkich ataków w rejonach objętych rozejmem. Syryjskie Ministerstwo Pojednania prowadziło rozmowy z mieszkańcami miejscowości dotkniętych walkami, natomiast pomoc humanitarną dostarczył Czerwony Półksiężyc. Ostatecznie w kwietniu 2017 sześćdzesięcioma autobusami ewakuowano 2300 osób z Madaji i Az-Zabadani. Wtedy też Syria ogłosiła pełne odzyskanie kontroli nad tymi miejscowościami.